# Vallonga
Vallonga o Partida de Vallonga es una entidad singular de población del municipio español de Alicante. Se encuentra situada al oeste del término municipal, en la linde con Elche, limitando con las entidades de El Rebolledo y Fontcalent al norte y El Bacarot al este y sur.
Dentro del territorio de Vallonga se encuentran los importantes polígonos industriales de Pla de la Vallonga, inaugurado en 1962, y de Las Atalayas, puesto en marcha en los años ochenta del pasado siglo XX.
En el año 2007, el Ayuntamiento de Alicante aprobó el cambio de nombre de esta partida, del antiguo Pla de la Vallonga al histórico Vallonga. De esta manera, se recuperó la denominación original y se evita la confusión con el polígono industrial que alberga.

## Población
En el año 2022, Vallonga tiene un total de 402 habitantes distribuidos de la siguiente manera:
- Xeperut, 262
- Diseminado, 140